# Lithostrotia
Die Lithostrotia sind eine Gruppe sauropoder Dinosaurier innerhalb der Titanosauria. Sie umfasst alle Vertreter der Titanosauria mit Ausnahme einiger ursprungsnaher Formen wie Phuwiangosaurus oder Andesaurus. Von anderen Sauropoden unterscheiden sich die Lithostrotia vor allem durch ihre Schwanzwirbel, die auf der Vorderseite stark konkav (procoel) waren. Der älteste bekannte Vertreter dieser Gruppe ist Malawisaurus aus der Unterkreide (Aptium) von Malawi. Als letzte Gruppe der Sauropoden starben die Lithostrotia erst an der Kreide-Tertiär-Grenze vor 66 Millionen Jahren zusammen mit allen anderen Nicht-Vogel-Dinosauriern aus.
Das Taxon Lithostrotia wurde erstmals 2004 von Forschern um Paul Upchurch aufgestellt. Der Name leitet sich aus dem griechischen lithostrotos (λιθόστρωτος "mit Steinen bedeckt") ab und verweist auf die Hautknochenplatten (Osteoderme), die sich bei verschiedenen Gattungen finden.
Dieser Artikel beschäftigt sich mit dem Taxon Lithostrotia aus kladistischer Sicht – für Merkmale und Biologie dieser Tiere siehe Hauptartikel: Titanosauria.

## Forschungsgeschichte
Bereits 1895 stellte Richard Lydekker die Familie Titanosauridae auf, um Sauropoden mit procoelen (auf der Vorderseite konkaven) Schwanzwirbeln zusammenzufassen. Der Name Titanosauridae fand seitdem weite Verwendung und wurde von Salgado und Kollegen (1997), Gonzalaz-Riga (2003) und Salgado (2003) als knotenbasiertes Taxon definiert (node-based definition). Nach einem Vorschlag von Wilson und Upchurch (2003) sieht heute ein Großteil der Forscher von der Verwendung dieses Namens ab: Wilson und Upchurch veröffentlichten eine Revision der Gattung Titanosaurus und deklarieren die Typusart Titanosaurus indicus als ungültig, da sie lediglich auf zwei Schwanzwirbel basiert, die keine diagnostisch verwertbaren Merkmale zeigen. Konsequent betrachten diese Autoren rangbasierte Taxa, die auf Titanosaurus als nominotypisches Taxon basieren – die Titanosauridae, die Titanosaurinae sowie die Titanosauroidea – ebenfalls als ungültig. 2004 stellten Upchurch und Kollegen die neue Gruppe Lithostrotia auf, um dieselbe Gruppe zu beschreiben, die zuvor als Titanosauridae bezeichnet wurde – diesmal jedoch mit einem ranglosen Taxon. Der Name Lithostrotia wird derzeit nicht von allen Forschern anerkannt.

## Systematik
Die Systematik innerhalb der Titanosauria ist stark umstritten, für die Benennung von Gruppen besteht kein Konsens. Viele Forscher akzeptieren jedoch die Familie Saltasauridae als Untergruppe der Lithostrotia, welche sehr abgeleitete Titanosaurier wie Saltasaurus und Opisthocoelicaudia umfasst. Die Saltasauridae wird oft in zwei Unterfamilien unterteilt, die Saltasaurinae und die Opisthocoelicaudiinae.

## Definition und Synapomorphien
Upchurch und Kollegen (2004) definieren die Lithostrotia als knotenbasiertes Taxon, das den letzten gemeinsamen Vorfahren von Malawisaurus und Saltasaurus sowie alle Nachfahren dieses Vorfahren mit einschließt. Nach dieser Definition beinhaltet die Lithostrotia alle Formen, die moderner (abgeleiteter) sind als Malawisaurus.
Neben der Definition der Gruppe geben Upchurch und Kollegen zwei gemeinsam abgeleitete Merkmale (Synapomorphien) an, die zur Abgrenzung der Gruppe von anderen Gruppen dienen. Das Vorhandensein oder Nichtvorhandensein solcher Merkmale entscheidet darüber, ob eine Gattung innerhalb der Lithostrotia klassifiziert wird oder nicht. So waren alle bis auf die hintersten (distalsten) Wirbelkörper der Schwanzwirbel auf der Vorderseite deutlich konkav (procoel). Außerdem waren die vorderen (proximalen) Schwanzwirbel besonders stark procoel.
Die namensgebenden Osteoderme stellen dagegen keine Synapomorphie dar. Tatsächlich ist die Evolutionsgeschichte von Osteodermen innerhalb der Titanosauria unbekannt – möglicherweise hat sich dieses Merkmal innerhalb der Titanosauria und der Lithostrotia mehrfach unabhängig voneinander entwickelt.